# Cantone di Rives
Il Cantone di Rives era una divisione amministrativa dell'arrondissement di Grenoble.
A seguito della riforma approvata con decreto del 18 febbraio 2014, che ha avuto attuazione dopo le elezioni dipartimentali del 2015, è stato soppresso.

## Composizione
Comprendeva i comuni di:
- Beaucroissant
- Charnècles
- Izeaux
- Moirans
- La Murette
- Réaumont
- Renage
- Rives
- Saint-Blaise-du-Buis
- Saint-Cassien
- Saint-Jean-de-Moirans
- Vourey